# Walter Magnago
Walter Magnago (Trento, 10 novembre 1960) è un ex ciclista su strada italiano.

## Carriera
Nato nel 1960 a Trento, da dilettante ha vinto, tra le altre gare, due Trofei Alcide De Gasperi (nel 1980 con la S.C. La Nuova Baggio - San Siro - Capp Plast - Campagnolo e nel 1983), il Piccolo Giro di Lombardia nel 1984 con la G.S. Cavedil Tolotti, e una tappa al Giro della Valle d'Aosta nel 1981 con la G.S. Quarella Marmi.
Nel 1985, a 25 anni, è passato professionista con la Gis Gelati, prendendo parte al Giro d'Italia, arrivando 84º. Nella stagione successiva ha partecipato al Tour de France, ritirandosi, e al Giro di Lombardia, chiudendo 19º.
Nel 1987 è passato alla Carrera Jeans, ottenendo nel primo anno una vittoria in una cronosquadre alla Parigi-Nizza e un 6º posto al Giro di Lombardia. Nel 1988 ha portato a termine il Tour de France, al 141º posto, ed è arrivato 25º al Giro di Lombardia. Nel 1989, infine, ha preso parte al Tour de France (134º), alla Milano-Sanremo (30º) e, per le uniche volte in carriera, alla Vuelta a España, ritirandosi, e al Giro delle Fiandre, dove ha chiuso 67º.
Nel 1990 si è trasferito alla nuova Gis Gelati, con la quale ha partecipato alla Milano-Sanremo 1990, terminata al 90º posto, e al Giro d'Italia 1991, dove è arrivato 78º. Inoltre ha conquistato la sua unica vittoria da professionista, una semitappa alla Settimana Ciclistica Bergamasca nel 1991.
Ha chiuso la carriera nel 1992, a 32 anni, dopo una stagione da individuale.

## Palmarès
- 1980 (dilettanti)

Trofeo Alcide De Gasperi
- 1981 (dilettanti)

G.P. Ezio Del Rosso
2ª tappa Giro della Valle d'Aosta (Quart > Breuil-Cervinia)
- 1982 (dilettanti)

Giro del Medio Po
- 1983 (dilettanti)

Trofeo Alcide De Gasperi
- 1984 (dilettanti)

Piccolo Giro di Lombardia
Targa d'Oro Città di Varese
G.P. Sportivi di San Vigilio di Concesio
- 1991 (Gis Gelati, una vittoria)

10ª tappa 1ª semitappa Settimana Ciclistica Bergamasca (Gazzaniga > Casnigo)

### Altri successi
- 1987 (Carrera Jeans)

1ª tappa Parigi-Nizza (Champigny, cronosquadre)

## Piazzamenti

### Grandi Giri
- Giro d'Italia

1985: 84º
1991: 78º
- Tour de France

1986: ritirato (12ª tappa)
1988: 141º
1989: 134º
- Vuelta a España

1989: ritirato (6ª tappa)

### Classiche monumento
- Milano-Sanremo

1989: 30º
1990: 90º
- Giro delle Fiandre

1989: 67º
- Giro di Lombardia

1986: 19º
1987: 6º
1988: 25º